# 内田一臣
内田 一臣（うちだ かずとみ、1915年（大正4年）6月8日 - 2001年（平成13年）7月5日）は、日本の海軍軍人及び海上自衛官。海軍兵学校卒業（第63期）。第8代海上幕僚長。

## 略歴
岡山県出身。旧制津山中学を経て海軍兵学校に入校。1936年（昭和11年）3月、海軍兵学校を卒業。海軍少尉候補生として遠洋航海に参加し、アメリカ合衆国各地を巡った。
1937年（昭和12年）8月、軽巡洋艦「川内」乗組みだった海軍少尉時代に第二次上海事変を迎える。同艦の乗員で急遽編成された臨時の陸戦隊小隊長として参加し、1ヶ月間に及ぶ戦闘に従事した。その際、中華民国陸軍の師団本部を殲滅し師団長を戦死させた。この功績により金鵄勲章を授与される。太平洋戦争では戦艦「大和」乗組員となり、ミッドウェー海戦に参加。砲術関係に進むも海戦で1発の砲弾を撃つこともなく横須賀の海軍砲術学校で終戦を迎えた。
戦後は復員業務に従事したのち、岡山の実家に戻り農業を営むが、自分には向かないと考え、新制中学校の英語教師に応募した。しかし、採用が決まった1週間目に新しく発足した海上自衛隊の前身である海上警備隊の採用試験を受けないかと海軍時代の先輩の誘われた。考えた末、再び海の上で生活したいと思い、せっかく採用された教師の職を捨て入隊した。しかし、再び海に出たくて入隊した海上警備隊での配置は砲術の教官であった。その後は戦後初の国産潜水艦建造計画に関わり、また、戦後初の国産護衛艦の建造にも参画した。1962年（昭和37年）4月からアメリカ合衆国海軍大学校に留学した。
帰国後は第3護衛隊群司令、海上幕僚監部防衛部長、護衛艦隊司令官等の要職を歴任し、第8代海上幕僚長に就任。海幕長在任中は、第4次防衛力整備計画の策定において海上自衛隊が要望する水上装備の整備が認められず、当時の防衛庁長官中曽根康弘を相手に最後まで必要性を説得し、次期防衛力整備計画から正式に取り上げられた。
海上自衛隊を退官後は、防衛研修所戦史部調査員として勤務し、戦史の編纂・研究に従事。公刊戦史「大本営海軍部　大東亜戦争開戦経緯」を執筆した。

## 内田ドクトリン
1981年（昭和56年）2月、就任したばかりのロナルド・レーガン大統領の高官としてリチャード・アーミテージ国防次官補代理が来日した。当時防衛庁に出向していた岡崎久彦国際問題担当参事官、外務省の丹波実安安全保障課長、自民党の椎名素夫政調副会長、ジェームズ・アワーの友人である木村英雄らと会同した。この席上において木村は海上自衛隊とアメリカ海軍の役割分担、すなわち日本が掃海と対潜水艦戦を担い、アメリカは空母戦闘群（現・空母打撃群）を主体として攻撃能力を提供しあう体制を整えることにより、ソビエト連邦軍の脅威に対抗しようという案を伝えた。
これは内田以来の歴代海上幕僚長達が論理的に導き出した構想であった。ただし、以前から京都大学高坂正堯教授は、領海を警備するだけならば海上保安庁に任せ海上自衛隊は不要ではないか、海上自衛隊は何を目指しているのか解らないと述べており、海上自衛隊の日米安保への積極的役割を期待する考えも民間にはあった。
戦後日本における海上自衛隊の役割を突き詰めた結果がこのような日米役割分担論である。木村はこれを内田ドクトリンと呼んだ。

## 年譜
- 1932年（昭和7年）4月：海軍兵学校入校
- 1936年（昭和11年）3月：海軍兵学校卒業（第63期）
- 1937年（昭和12年）
  - 4月：海軍少尉任官、軽巡洋艦「川内」乗組
  - 8月：第二次上海事変に参加。
  - 12月1日：駆逐艦「夕暮」乗組[1]
- 1938年（昭和13年）
  - 3月28日：伊号第四潜水艦乗組[2]
  - 11月5日：呂号第五十八潜水艦乗組[3]
  - 11月15日：海軍中尉に進級[4]
- 1939年（昭和14年）
  - 5月15日：磐手乗組[5]
  - 12月18日：戦艦「榛名」分隊長[6]
- 1940年（昭和15年）11月15日：海軍大尉に進級[7]
- 1941年（昭和16年）
  - 9月1日：呉鎮守府附[8]
  - 9月5日：戦艦「大和」分隊長[9]
- 1942年（昭和17年）6月：ミッドウェー海戦に参加
- 1943年（昭和18年）6月15日：海軍砲術学校高等科学生[10]
- 1944年（昭和19年）
  - 5月1日：海軍少佐に進級[11]
  - 6月15日：横須賀海軍砲術学校教官兼研究部部員[12]
  - 8月25日：兼補海軍技術研究所部員[13]
- 1945年（昭和20年）
  - 7月10日：兼補横須賀海軍砲術学校副官横須賀第一警備隊参謀[14]
  - 8月15日：海軍少佐で終戦を迎える
  - 9月6日：横須賀鎮守府出仕[15]
  - 11月1日：予備役に編入[16]
- 1946年（昭和21年）3月25日：充員召集[17]、第二復員省人事局局員[18]
- 1947年（昭和22年）11月：公職追放仮指定[19]
- 1952年（昭和27年）7月：海上警備隊に入隊（3等海上警備正）
- 1953年（昭和28年）8月16日：2等警備正
- 1956年（昭和31年）2月：警備艦「けやき」艦長
- 1957年（昭和32年）
  - 8月16日：1等海佐に昇任
  - 12月16日：海上幕僚監部防衛部防衛課勤務
- 1959年（昭和34年）1月16日：海上幕僚監部防衛部防衛課業務班長
- 1960年（昭和35年）1月5日：海上幕僚監部総務部人事課長
- 1963年（昭和38年）9月10日：第3護衛隊群司令に就任
- 1964年（昭和39年）
  - 7月6日：海将補に昇任
  - 7月16日：海上幕僚監部調査部長
- 1966年（昭和41年）1月16日：海上幕僚監部防衛部長
- 1967年（昭和42年）7月1日：海将に昇任
- 1968年（昭和43年）1月1日：第7代 護衛艦隊司令官に就任
- 1969年（昭和44年）7月1日：第8代 海上幕僚長に就任
- 1972年（昭和47年）3月16日：退官。その後は防衛研修所戦史部調査員として勤務の傍ら、財団法人水交会第7代会長を務める。
- 1985年（昭和60年）11月3日：勲二等瑞宝章受章[20]
- 2001年（平成13年）7月5日：呼吸不全のため防衛医科大学校病院で逝去（享年86）、叙・正四位[21]。

## 栄典
- 金鵄勲章 - 1937年（昭和12年）
- レジオン・オブ・メリット・コマンダー - 1973年（昭和48年）3月
- 勲二等瑞宝章 - 1985年（昭和60年）11月3日